# Mikroregion Aragarças
Die Mikroregion Aragarças ist eine von insgesamt 18 Mikroregionen des Bundesstaates Goiás im Mittelwesten von Brasilien. Sie gehört zur Mesoregion Nordwest-Goiás.

Seit dem Jahre 2000 erlitt die Region einen Bevölkerungsschwund von ca. 55.000 Einwohnern auf ca. 44.000 Einwohnern per 2010, was einen Schwund um minus 20 % entspricht.

## Geographische Lage
Die Mikroregion Aragarças grenzt
- im Nordosten an die Gemeinde Jussara, die zur Mikroregion Rio Vermelho gehört
- im Osten an die Mikroregion Iporá , welche zur Mesoregion Zentral-Goiás gehört
- im Süden an die Mikroregion Sudoeste de Goiás in der Mesoregion Süd-Goiás
- im Nordwesten an den Bundesstaat Mato Grosso.

## Gemeinden
Zur Mikroregion Aragarças gehören die folgenden sieben Gemeinden mit zehn Ortschaften (port.: distritos).
| Gemeinde               | Lage | Einwohner | Ortschaften                                                                      | Anmerkung |
| ---------------------- | ---- | --------- | -------------------------------------------------------------------------------- | --------- |
| Aragarças              |      | 18.310    | Aragarças                                                                        |           |
| Arenópolis             |      | 3.278     | Arenópolis                                                                       |           |
| Baliza                 |      | 3.714     | Baliza                                                                           |           |
| Bom Jardim de Goiás    |      | 8.423     | Bom Jardim de Goiás                                                              |           |
| Diorama                |      | 2.479     | Diorama                                                                          |           |
| Montes Claros de Goiás |      | 8.000     | Lucilândia, Montes Claros de Goiás, Registro do Araguaia, Aparecida do Rio Claro |           |
| Piranhas               |      | 11.268    | Piranhas                                                                         |           |